# Sint-Martinuskerk (Baak)
De Sint-Martinuskerk is een rooms-katholieke kerk in de Nederlandse plaats Baak. De neogotische kerk is gebouwd in de jaren 1890 - 1891 naar ontwerp van Alfred Tepe en werd mogelijk gemaakt door een schenking van Ernest Willem Franciscus Canisius van der Heijden. 
In 1891 werd de kerk ingewijd door de aartsbisschop van Utrecht Petrus Matthias Snickers en kreeg als patroonheilige Martinus van Tours. De kerk verving de gelijknamige naburige schuurkerk die in 1772-1773 - mogelijk door de architect van het Kwartier van Zutphen, Teunis Wittenberg - aan de Pastoriestraat was gebouwd en in 1836 was vergroot.
De kerk, gebouwd als pseudobasiliek, heeft direct boven de ingang een klein spitsboogvenster die wordt gevolgd door een grotere variant. De kerktoren heeft een ingesnoerde torenspits. Naast de ingang zijn aan beide zijden kapelletjes gebouwd. De zijgevels zijn voorzien van spitsboogvensters met glas in loodramen, die eveneens in het transept zijn verwerkt. De inrichting is volgens de Utrechtse School. Daarbij is een orgel uit 1788 aanwezig, oorspronkelijk door Abraham Meere gebouwd voor de kerk De Liefde in Amsterdam, en na verbouwing door Gradussen geplaatst in de Sint-Martinuskerk.
De kerk is in 1976 aangewezen als rijksmonument.

## Galerij

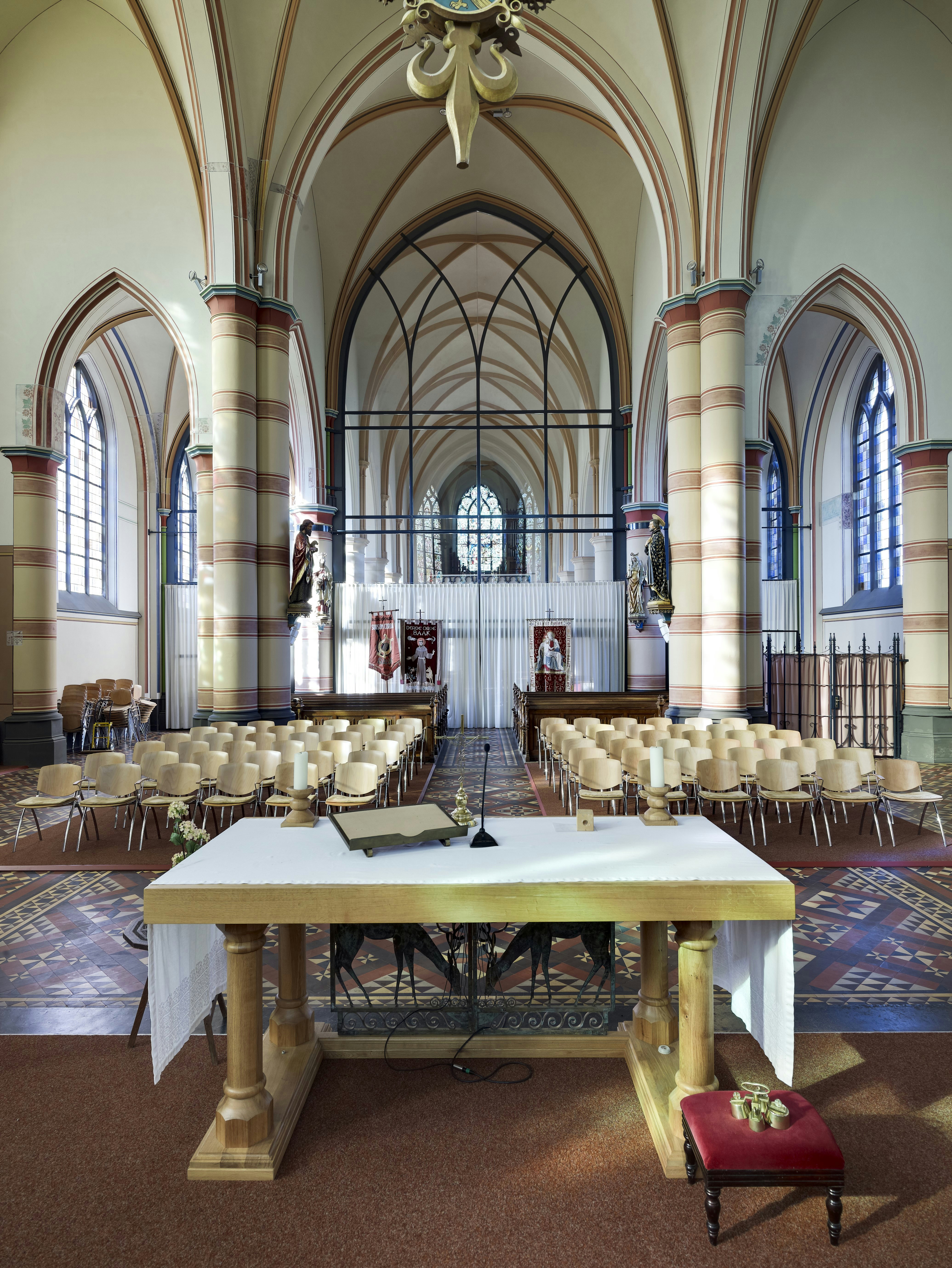
Interieur vanaf altaar
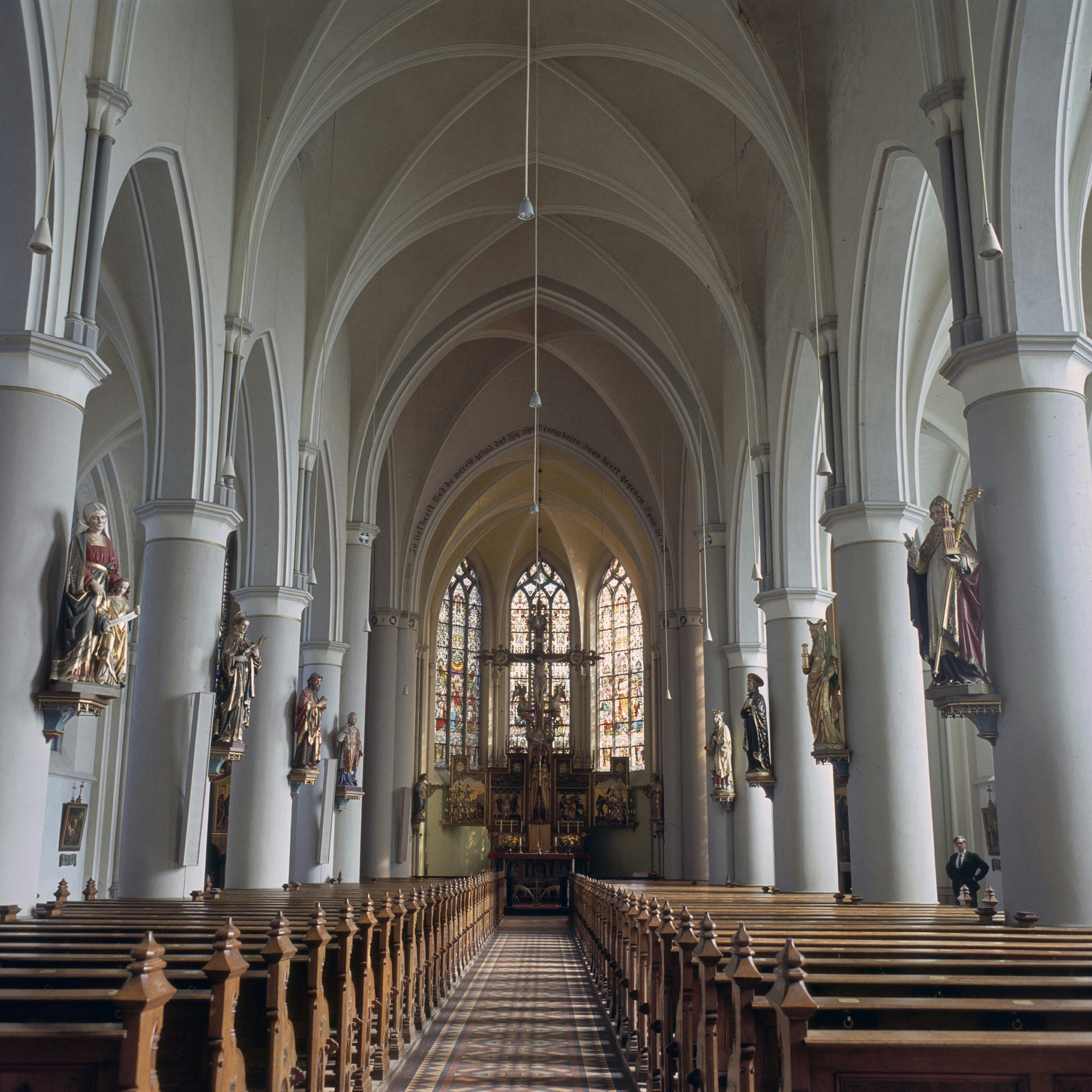
Zicht op altaar
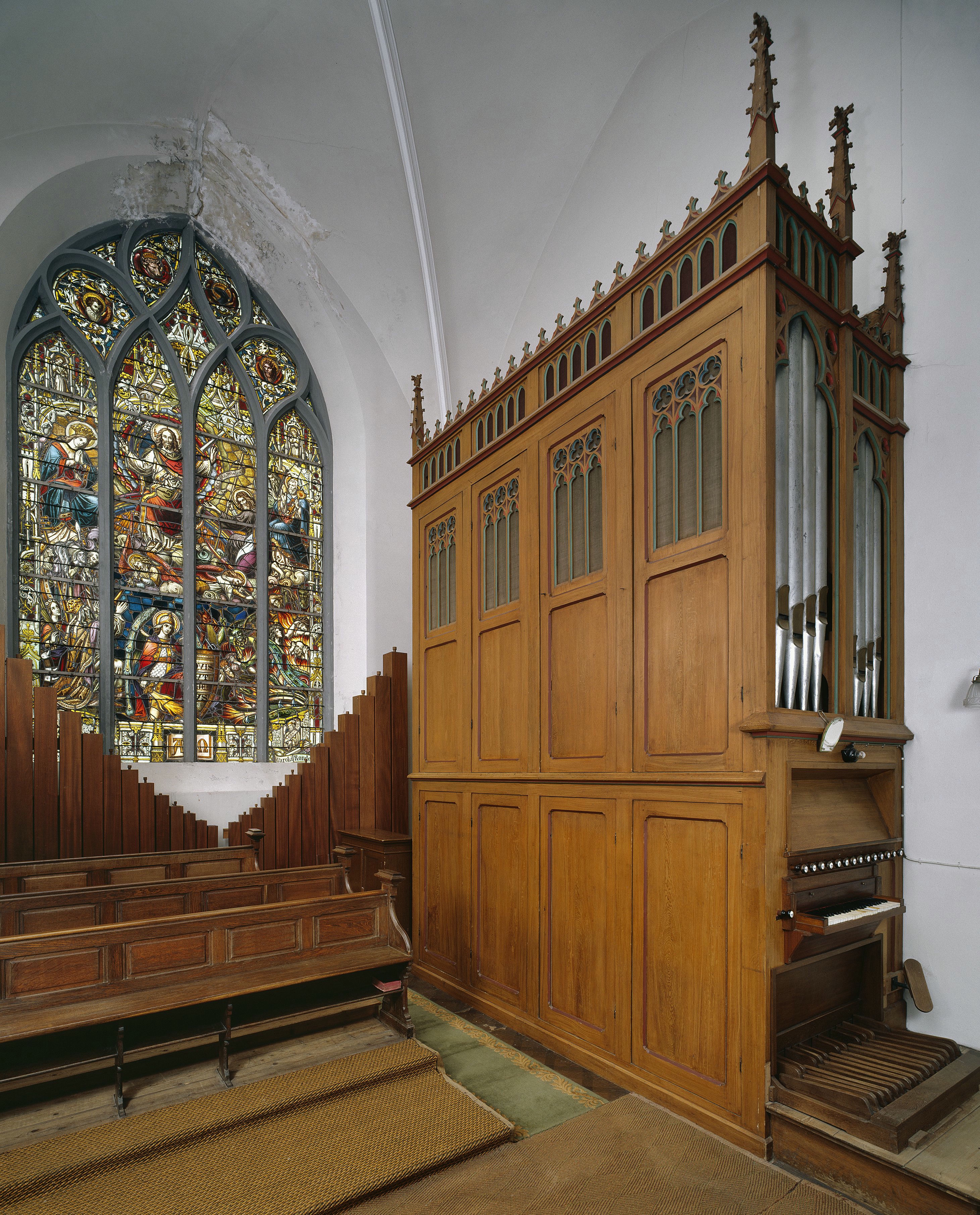
Orgel